# Letopisy hradišťsko-opatovické
Letopisy hradišťsko-opatovické (latinsky Annales Gradicenses-Opatovicenses) jsou latinsky psané letopisné dílo neznámého mnicha benediktinského kláštera v Opatovicích nad Labem. Obsahuje záznamy o událostech od začátku letopočtu do roku 1163. Přesné datum vzniku Letopisů není známo, ale pravděpodobně byly sepsány nedlouho před rokem 1167. Název díla odkazuje k opatovickému klášteru a ke klášteru hradišťskému, kde vznikl nedochovaný základ Letopisů napsaný ve 40. letech 12. století. Tento základ vychází z díla německého kronikáře Ekkeharta, z Kosmovy kroniky a z děl Kosmových pokračovatelů. Hlavní linií Letopisů jsou události spojené s oběma kláštery, psané často subjektivní formou s přídechem moravského vlastenectví. Jako první v českém dějepisectví přináší zprávu o působení Cyrila a Metoděje. Dochován je pouze nedokonalý opis z 12. století.

### Edice
- FRB II, s. 385–400.  Archivováno 13. 8. 2016 na Wayback Machine.